# Jan Janský

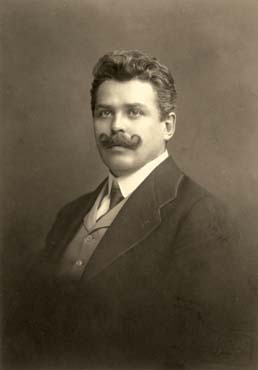
Jan Janský w 1902 roku

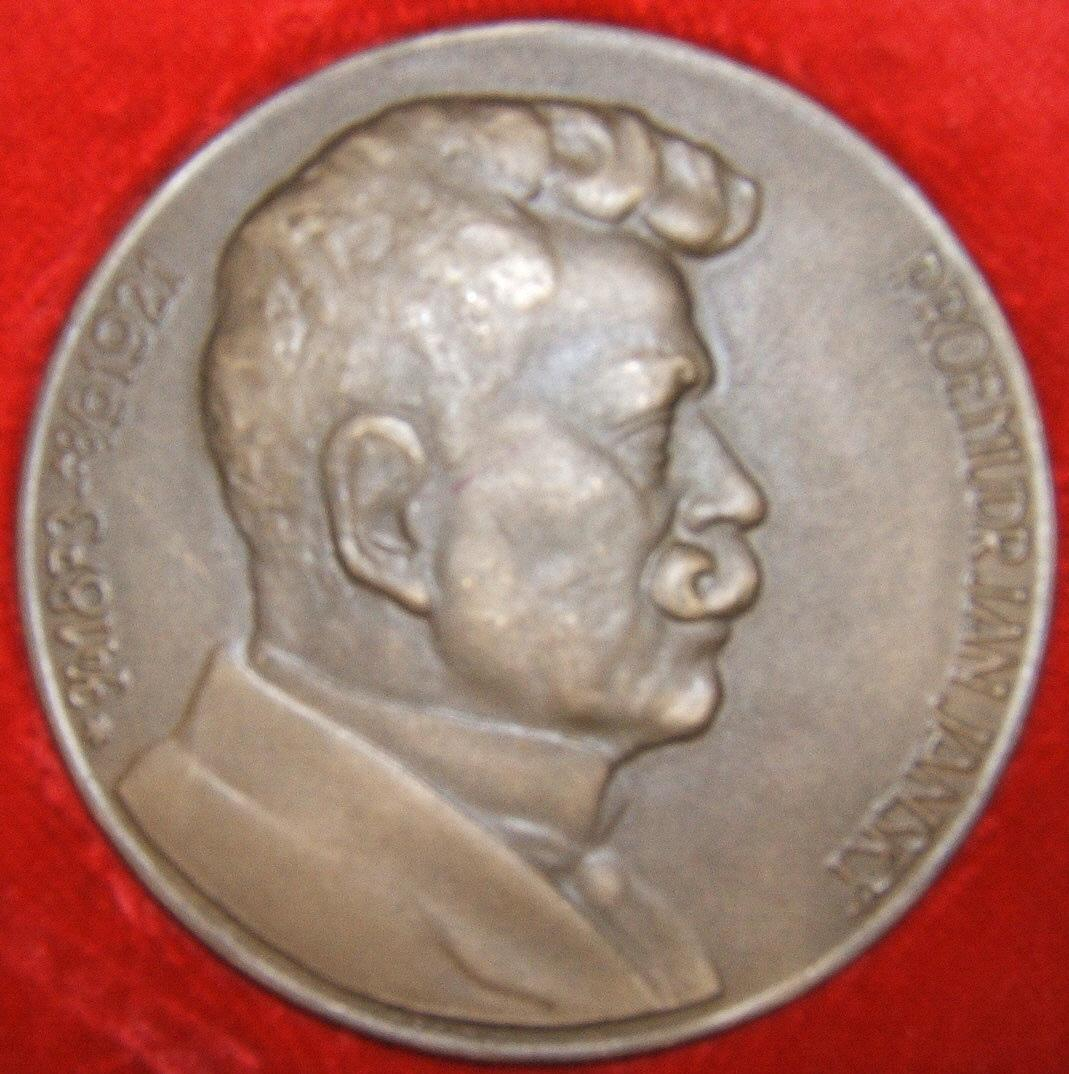
Medal Janský'ego

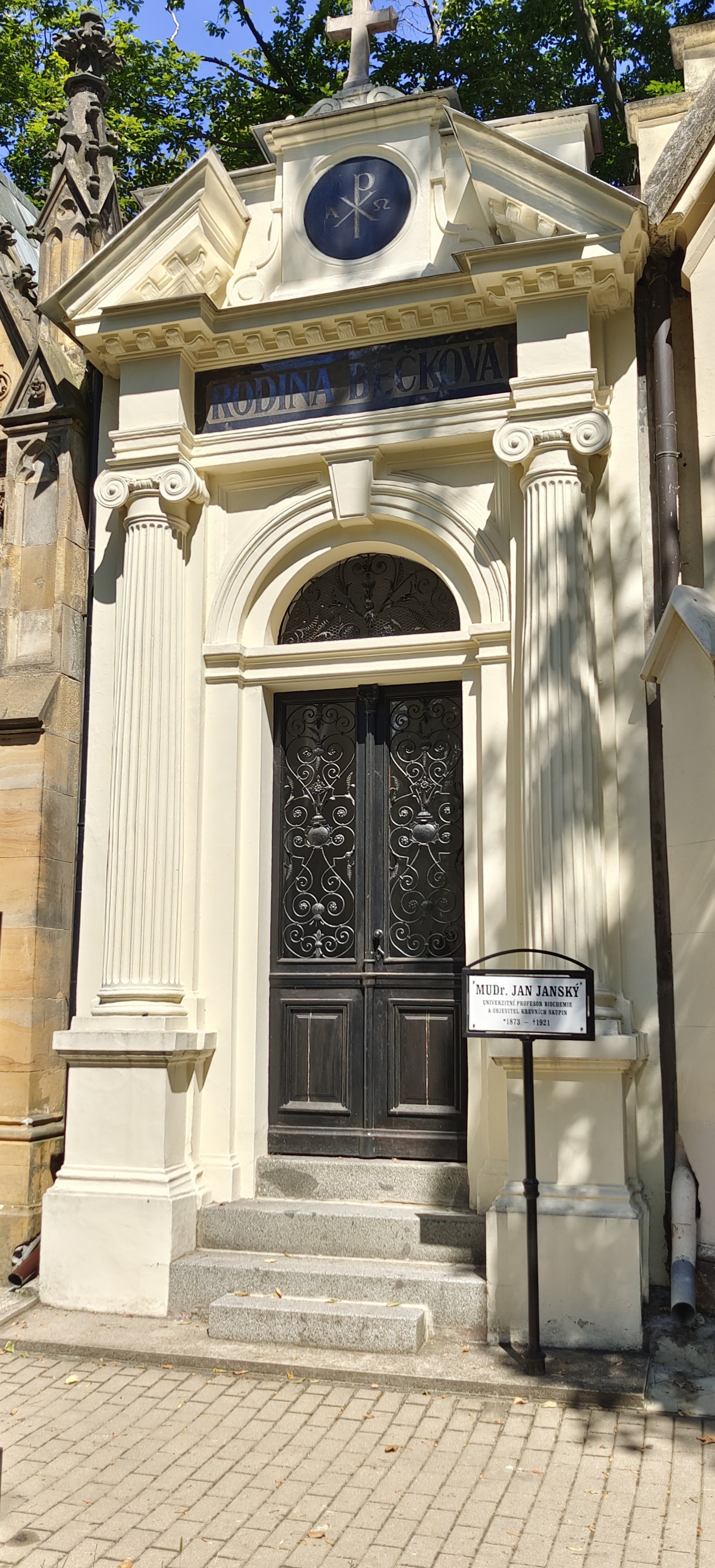
Grób Jana Jansky’ego na cmentarzu Malvazinky

Jan Janský (IPA: [ˈjan ˈjanski:], ur. 3 kwietnia 1873 w Pradze, zm. 8 września 1921 w Černošice) – czeski lekarz neurolog i psychiatra, pionier serologii. Przypisuje się mu pierwszy podział grup krwi na cztery typy w oparciu o układ grupowy ABO. Był orędownikiem krwiodawstwa. Dziś honorowi dawcy krwi w Czechach są nagradzani medalem jego imienia (Janského plaketa).
Janský studiował medycynę na Uniwersytecie Karola w Pradze. Od 1899 pracował w praskiej klinice psychiatrycznej. W 1914 został profesorem. Podczas I wojny światowej służy dwa lata jako lekarz na froncie, jednak po zawale serca stał się niezdolny do służby. Po wojnie pracował jako psychiatra w szpitalu wojskowym (Vojenská nemocnice). Zmarł z powodu choroby niedokrwiennej serca. Został  pochowany na cmentarzu Malvazinky.
Upamiętniony został nazwą choroby Jansky’ego-Bielschowsky’ego.